# Kanton Le Bouscat
Kanton Le Bouscat (fr. Canton du Bouscat) je francouzský kanton v departementu Gironde v regionu Akvitánie. Tvoří ho dvě obce.

## Obce kantonu
- Le Bouscat
- Bruges